# Juramento de fidelidad a la bandera

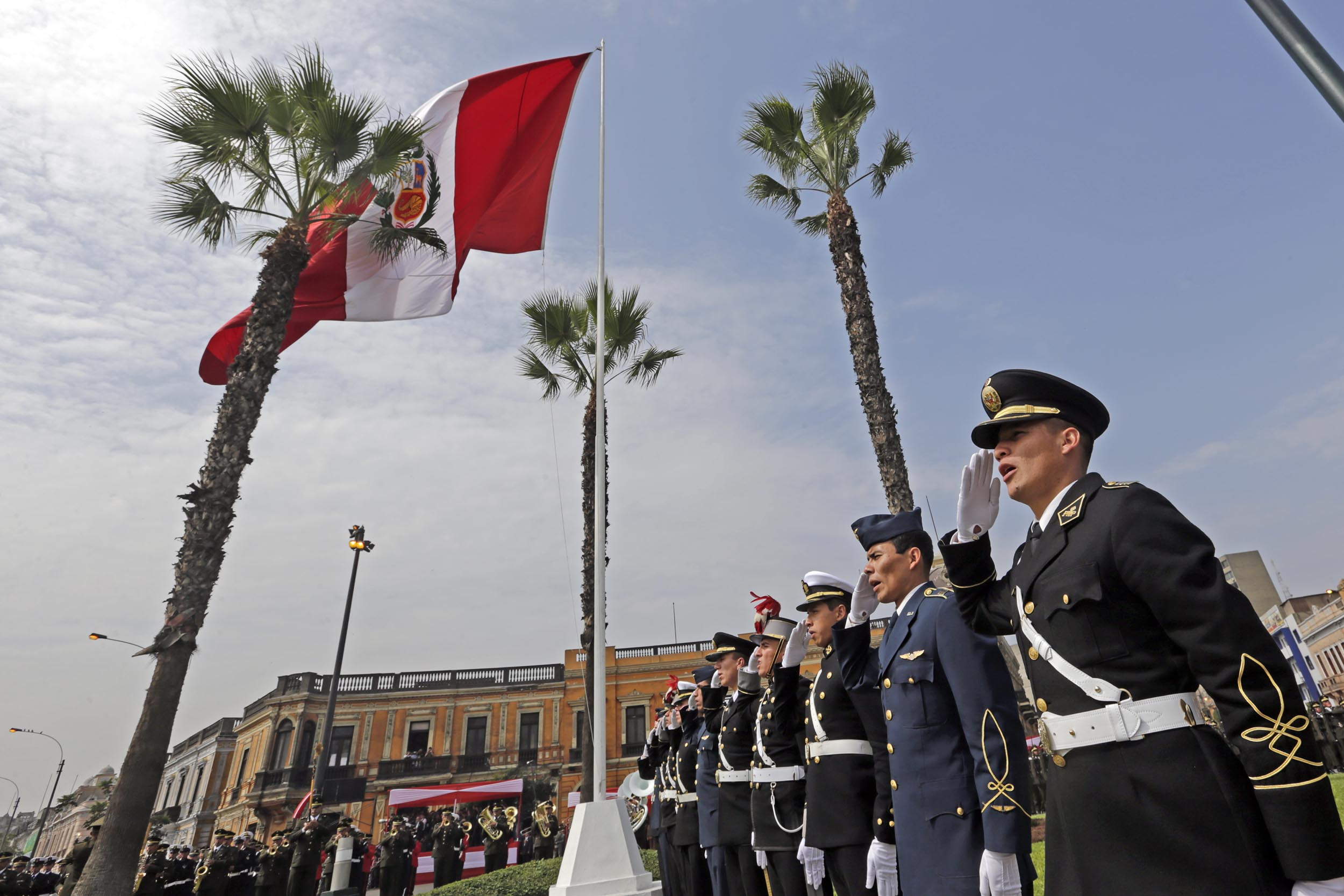
Miembros de las tres armas de las Fuerzas Armadas y de la Policía Nacional del Perú realizan el juramento de fidelidad a la bandera peruana en la Plaza Bolognesi durante las celebraciones por el Día de la Bandera en 2013.

El juramento de fidelidad a la bandera es una ceremonia militar que se celebra cada año el 7 de junio, Día de la Bandera, por parte de las Fuerzas Armadas del Perú.

## Descripción
El texto del juramento dice así:

¿Juráis a Dios y prometéis a la Patria seguir constantemente a vuestra bandera, defenderla hasta perder la vida y no abandonar a vuestros superiores?

a lo que los presentes responden: «Sí, juro». Tras la renovación del juramento se interpreta el Himno Nacional del Perú.

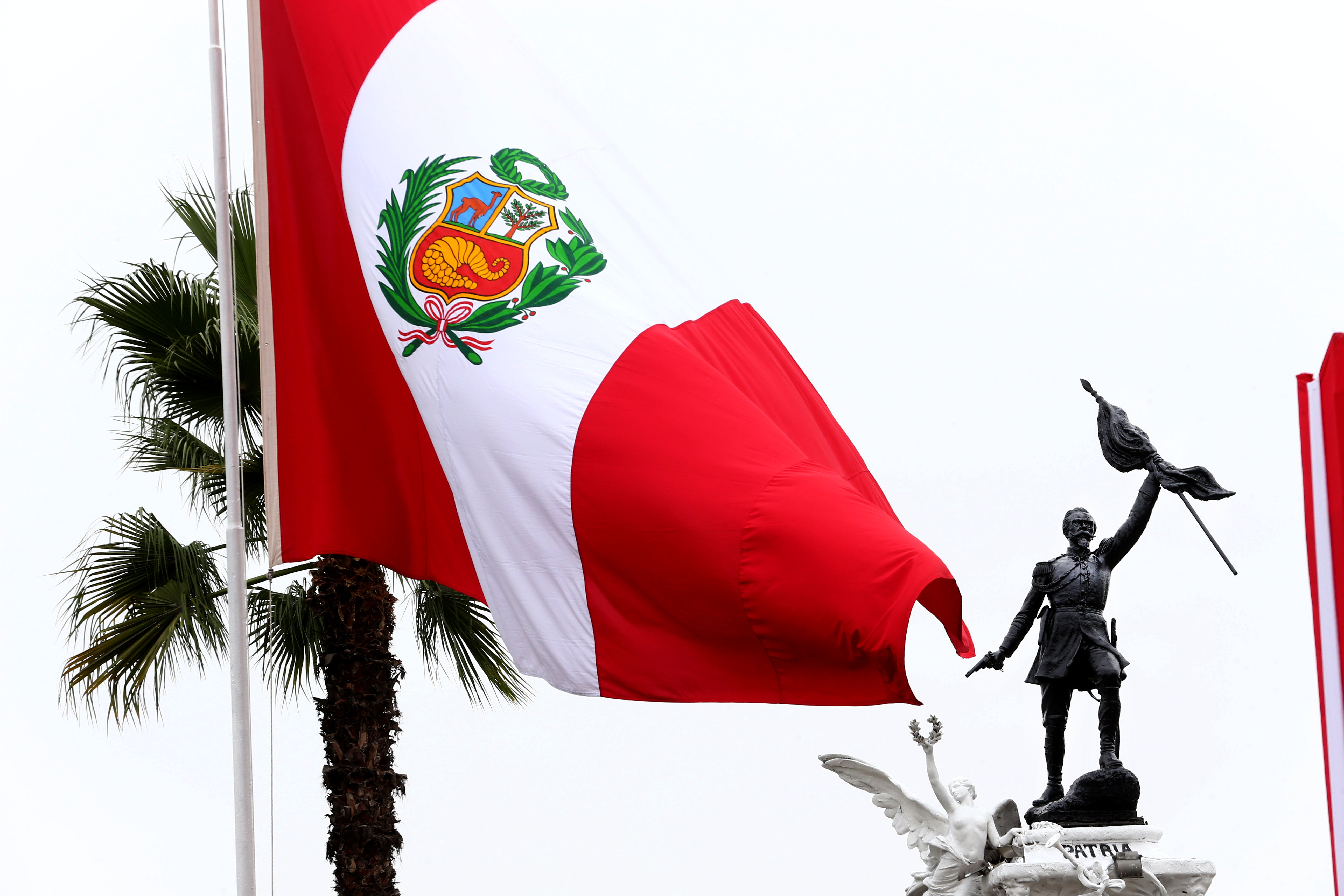
Una vista del Monumento a Francisco Bolognesi en la plaza de su nombre, en Lima, donde cada 7 de junio se celebra el Día de la Bandera.

La ceremonia principal se realiza en la Plaza Bolognesi de Lima. Así mismo, la juramentación se celebra en diversos puntos de la capital peruana y otras ciudades del país, tanto por miembros de las FF.AA. como por las autoridades civiles e instituciones públicas.

## Legislación
Por Decreto Supremo del 8 de noviembre de 1905, del primer gobierno de José Pardo, se estableció que los conscriptos (ciudadanos incorporados anualmente al Ejército) debían realizar el juramento de fidelidad a la bandera en ceremonia pública y solemne.
Por Decreto Supremo del 23 de julio de 1923 (durante el Oncenio de Augusto B. Leguía) se estableció que el 7 de junio de cada año sería la fecha elegida para el juramento de fidelidad a la bandera en conmemoración de la batalla de Arica, y que la ceremonia en Lima se realice ante el monumento a Francisco Bolognesi en la plaza de su nombre (inaugurada en 1905).